# Nils Börge Gårdh
Nils Börge Gårdh, född 20 februari 1946 i Stockholm, är en svensk kristen sångare och företagare. 
Gårdhs största hit som soloartist är Jag längtar bort, som låg 2:a och 3:a på Svensktoppen under 10 veckor 1982. Nils Börge Gårdh driver å Hoppets stjärnas vägnar faddervärvningar och insamlingar för att ge fattiga barn ett bättre liv. Fadderverksamheten har ifrågasatts, bland annat i Aftonbladet.

## Diskografi

### Album
- 1970 - Nils Börge Gårdh
- 1973 - Lägg din hand i hans hand
- 1974 - Vilket härligt liv
- 1975 - En sång om glädje
- 1976 - Kärleken från dej
- 1977 - Nils
- 1977 - Som en saga
- 1978 - En julhälsning från Nils-Börge Gårdh
- 1980 - Sångerna som Einar Ekberg sjöng
- 1980 - Nils-Börge Gårdh
- 1981 - Tänk att få vakna
- 1982 - I Herrens händer
- 1984 - Bred dina vida vingar
- 2001 - Jul, jul strålande jul

### Singlar och EP
- 1964 - Låt mig vandra nära dig
- 1965 - Barnatro
- 1967 - Herre kär tag min hand
- 1968 - Följ med
- 1968 - Hallå broder/Gamla lyckliga sol
- 1972 - En bättre värld/Störst av allt
- 2006 - Barndomsåren/Där sången aldrig tystnar

### Samlingsskiva
- 1972 - Björngårdsvillan - Sånger från TV-programmen
- 1973 - Sånger från Björngårdsvillan vol. 2
- 1975 - En jul hemma
- 1978 - Mina bästa sånger
- 1980 - Greatest Hits Vol. 1
- 1980 - Jul i vårt hus (med andra artister)
- 1981 - Till glädje (med andra artister)
- 1985 - Gospelsånger III (med andra artister)
- 1986 - Gospelsånger IV (med andra artister)
- 1996 - En sång om glädje/Kärleken från dej
- 2005 - I Herrens händer